# Fanfan Tulipan (film 1952)
Fanfan Tulipan (fr. Fanfan la Tulipe) – francuski film kostiumowy z 1952 roku w reżyserii Christiana-Jaque’a, zaliczany do gatunku "płaszcza i szpady". Przedstawia losy tytułowego Fanfana na tle wydarzeń wojny siedmioletniej.
Zdjęcia kręcono m.in. w Grasse oraz na zamku w Maintenon (departament Eure-et-Loir). Obraz został nagrodzony Srebrnym Niedźwiedziem na 2. MFF w Berlinie w 1952, w tym samym roku Christian-Jaque otrzymał na MFF w Cannes nagrodę dla najlepszego reżysera.
Film był bardzo popularny w Polsce na początku lat 50. XX wieku, po bilety na seans ustawiały się długie kolejki. Modna była wówczas fryzura wzorowana na noszonej przez tytułowego bohatera filmu, zwana "na Fanfana".
W 2003 roku powstał remake filmu w reżyserii Gérarda Krawczyka o tym samym tytule.

## Obsada
- Gérard Philipe: Fanfan la Tulipe
- Gina Lollobrigida: Adeline La Franchise
- Noël Roquevert: Fier-à-Bras, maréchal des logis
- Olivier Hussenot: Tranche-Montagne
- Marcel Herrand: Ludwik XV, król Francji
- Nerio Bernardi: sierżant La Franchise
- Jean-Marc Tennberg: Lebel
- Jean Parédès: kapitan de la Houlette
- Geneviève Page: markiza Pompadour
- Georgette Anys:  Tranche-Montagne
- Sylvie Pelayo: Henriette de France
- Irène Young: Marion Guillot